# Hudson (Texas)
Hudson es una ciudad ubicada en el condado de Angelina en el estado estadounidense de Texas. En el Censo de 2010 tenía una población de 4.731 habitantes y una densidad poblacional de 357,12 personas por km².

## Geografía
Hudson se encuentra ubicada en las coordenadas 31°19′9″N 94°47′5″O / 31.31917, -94.78472. Según la Oficina del Censo de los Estados Unidos, Hudson tiene una superficie total de 13.25 km², de la cual 13.15 km² corresponden a tierra firme y (0.76%) 0.1 km² es agua.

## Demografía
Según el censo de 2010, había 4.731 personas residiendo en Hudson. La densidad de población era de 357,12 hab./km². De los 4.731 habitantes, Hudson estaba compuesto por el 77.78% blancos, el 5.43% eran afroamericanos, el 1.06% eran amerindios, el 1.16% eran asiáticos, el 0.04% eran isleños del Pacífico, el 12.64% eran de otras razas y el 1.88% pertenecían a dos o más razas. Del total de la población el 23.34% eran hispanos o latinos de cualquier raza.